# 남양초등학교 (충남)
남양초등학교는 대한민국 충청남도 청양군 남양면 구룡리에 있는 공립 초등학교이다.

## 학교 연혁
- 1923년 4월 1일 봉양공립보통학교(4년제) 개교
- 1927년 4월 1일 6년제로 개편
- 1938년 4월 1일 사양공립심상소학교로 변경
- 1941년 4월 1일 사양공립국민학교로 변경
- 1949년 10월 1일 온암국민학교 승격 분리
- 1950년 4월 1일 사양국민학교로 교명 변경
- 1964년 9월 1일 백금국민학교 승격 분리
- 1987년 3월 1일 남양국민학교로 교명 변경
- 1992년 3월 1일 온암분교장 통폐합
- 1994년 3월 1일 온직분교장 통폐합
- 1996년 3월 1일 남양초등학교로 교명 변경[1]
- 2006년 9월 1일 백금분교장 통폐합
- 2017년 2월 10일 제92회 졸업(6명)(총 8919명)
- 2017년 3월 1일 초등학교 6학급, 유치원 1학급 편성

## 참고 자료
- 남양초등학교 - 한국교육학술정보원 학교알리미